# 富田義泰

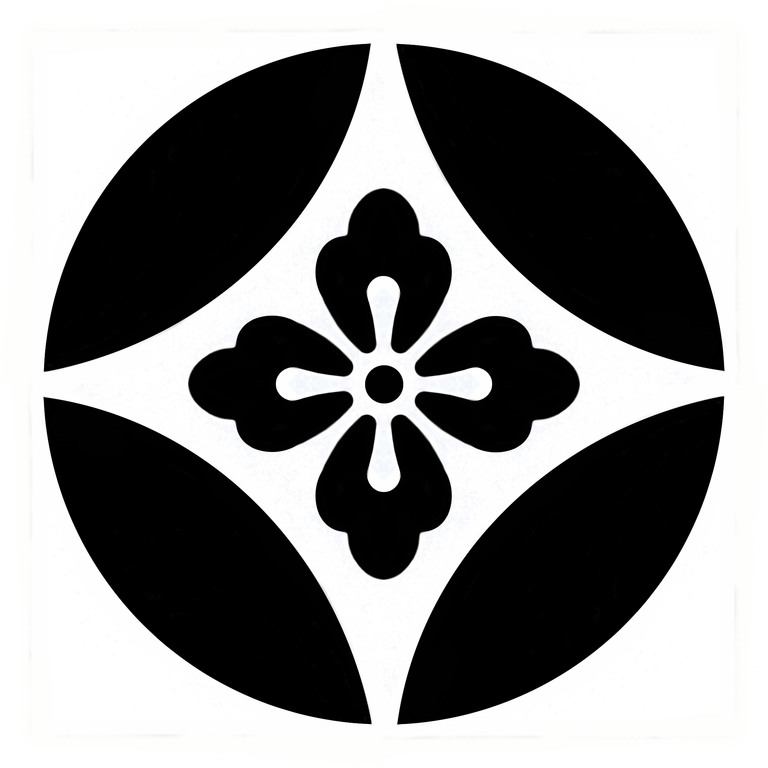
花輪違（七宝に花角）

富田 義泰（とだ よしやす、生没年不詳）は、鎌倉時代初期の御家人。佐々木泰清の四男。月山富田城主。佐々木四郎とも称す。官位は左衛門尉。大夫判官。紋は「花輪違（七宝に花角）」。

## 佐々木流富田氏の祖
弘安元年（1278年）頃、兄・佐々木頼泰が父・泰清から出雲国守護職を継承し出雲国神門郡塩冶郷を領して塩冶氏を称すると、同じ頃、頼泰の弟である義泰は、父・泰清から出雲国意宇郡富田庄を分与され、富田氏を称した。祖父・佐々木義清の築いた月山富田城（がっさんとだじょう）を本拠として住す。子に泰茂、師泰、頼秀、末次胤清、高岡宗義、宗茂、秀清、茂頼、師清、宗経、孫に富田秀貞がいる。

## 補註
1. ↑  末次氏の祖。ただし出雲源氏の他家の系図と比較すると、「末次胤清」が「佐々木泰清」と同世代で、「末次清鎮（蒙古襲来の頃の人）」が「富田義泰」と同世代でなければ齟齬を生じる。
2. ↑  叔父・高岡宗泰の次女（念智禅定尼）と婚し高岡氏を継ぐ。
3. ↑   『群書類従』塙保己一編、1819年